# Dick Ayers
Richard "Dick" Ayers (28 de abril de 1924 - 4 de mayo de 2014) fue un artista de cómics y dibujante estadounidense más conocido por su trabajo como uno de los entintadores de Jack Kirby durante el período de finales de los años 1950 y 1960, conocida como la Edad de Plata de los cómics, incluyendo en algunos de los primeros temas de Los 4 Fantásticos de Marvel Comics. Él es el dibujante de lápiz final durante la Segunda Guerra Mundial en Marvel, en el cómic Sgt. Fury and his Howling Commandos. Dibujó este cómic durante 10 años, y fue cocreador de la historieta del Oeste y horror de Magazine Enterprises del personaje Jinete Fantasma en los años de 1950, una versión de la que se basaría para Marvel en los años de 1960. 
Ayers fue exaltado al Salón de la Fama del Comic Book Will Eisner en 2007.
Ayers murió el 4 de mayo de 2014, menos de una semana después de su cumpleaños número 90.